# Camille Le Joly
Camille Le Joly (née le 1er mars 1992 à Angers) est une athlète française, spécialiste des épreuves combinées. 

## Biographie
Elle commence l'athlétisme en 2004 au sein du CSJB d'Angers. En 2010, elle se classe 14e des championnats du monde juniors, à Moncton au Canada. Championne de France junior de l'heptathlon en 2011, elle termine 13e des championnats d'Europe juniors de Tallinn.
En début de saison 2013, elle remporte le titre du pentathlon des championnats de France en salle, à Aubière, en portant son record personnel à 3 995 pts. En juillet 2013, elle s'adjuge le titre national de l'heptathlon des championnats de France disputés au Stade Charléty de Paris, terminant deuxième du concours derrière la Britannique Grace Clements. 

### Palmarès
- Championnats de France d'athlétisme :
  - vainqueur de l'heptathlon en 2013
- Championnats de France d'athlétisme en salle :
  - vainqueur du pentathlon en 2013

### Records
| Épreuve            | Performance | Lieu    | Date            |
| ------------------ | ----------- | ------- | --------------- |
| Heptathlon         | 5 560 pts   | Paris   | 13 juillet 2013 |
| Pentathlon (salle) | 3 995 pts   | Aubière | 17 février 2013 |